# Dolbina
Dolbina — род бабочек из семейства бражников (Sphingidae). Распространён в Палеарктике. Состоит в родстве с родами Sphingulus и Kentrochrysalis.

## Внешний вид и строение
У бабочек короткие, тонкие, крючковидные усики с тонким волоском, длиннее в базальной половине, чем в апикальной. Пилифер, структура, полученная из верхней губы, уменьшен до узла, несущего несколько щетинок и чешуек. Только Dobina inexacta не имеет чешуек. Голени без шипов, на задних голенях можно увидеть лишь две пары сильно редуцированных шпор.
Яйца сферические, бледно-желтовато-зелёные.
Гусеницы, насколько они известны, очень похожи на гусениц рода Smerinthus, но у них длинный, прямой и зернистый анальный рог и просветление под косыми боковыми полосами.
Куколки также похожи на куколки рода Smerinthus. Хоботок полностью сросся с телом, кремастер удлиненный и заканчивается парой небольших шипов. Сбоку шипов больше.

## Образ жизни
Гусеницы питаются деревьями и кустарниками семейства маслиновых (Oleaceae).

## Виды
В Европе род Dolbina представлен только Dolbina elegans, во всем мире известно 12 видов рода:
- Dolbina borneensis Brechlin, 2009
- Dolbina elegans Bang-Haas 1912
- Dolbina exacta Staudinger 1892
- Dolbina formosana Matsumura, 1927
- Dolbina grisea (Hampson 1893)
- Dolbina inexacta (Walker 1856)
- Dolbina krikkeni Roesler & Kuppers 1975
- Dolbina luzonensis Brechlin, 2009
- Dolbina mindanaensis Brechlin, 2009
- Dolbina paraexacta Brechlin, 2009
- Dolbina schnitzleri Cadiou 1997
- Dolbina tancrei Staudinger 1887